# Cucuí
Cucuí es una localidad del municipio brasileño de São Gabriel da Cachoeira, Amazonas.
Dista 250 km de la cabecera municipal y 850 km de Manaus, en la margen izquierda del río Negro y cerca de la triple frontera entre Brasil, Colombia y Venezuela, cercana a la Piedra del Cocuy; a causa de ello el distrito es sede de un pelotón de frontera del Ejército Brasileño. La ciudad posee alrededor de 2500 habitantes según el censo del año 2000.